# Pingkanzhen (ort i Kina, Shaanxi, lat 33,86, long 106,99)
Pingkanzhen är en ort i Kina. Den ligger i provinsen Shaanxi, i den nordvästra delen av landet, omkring 180 kilometer väster om provinshuvudstaden Xi'an. Antalet invånare är 4 042. Befolkningen består av 1 218 kvinnor och 2 824 män. Barn under 15 år utgör 6,0 %, vuxna 15-64 år 87 %, och äldre över 65 år 5,0 %.
Runt Pingkanzhen är det ganska glesbefolkat, med 23 invånare per kvadratkilometer. Närmaste större samhälle är Pingmu, 13,8 km norr om Pingkanzhen. I omgivningarna runt Pingkanzhen växer i huvudsak blandskog.
Genomsnittlig årsnederbörd är 985 millimeter. Den regnigaste månaden är juli, med i genomsnitt 205 mm nederbörd, och den torraste är december, med 2 mm nederbörd.